# Claudia Losch
Claudia Losch, nemška atletinja, * 10. januar 1960, Wanne-Eickel, Zahodna Nemčija.
Nastopila je na poletnih olimpijskih igrah v letih 1984 in 1988, leta 1984 je osvojila naslov olimpijske prvakinje v suvanju krogle, leta 1988 pa je bila peta. Na svetovnih dvoranskih prvenstvih je osvojila zlato in bronasto medaljo, na evropskih dvoranskih prvenstvih pa tri zlate in dve srebrni medalji. 